# Nokia C3-01
Nokia C3 Touch and Type, также известен как Nokia C3-01, — мобильный телефон компании Nokia. Это вторая модель компании на платформе S40, которая совмещает в себе сенсорный экран и физическую клавиатуру.
Осенью 2011 Nokia выпустила обновленную версию аппарата с маркировкой RM-776 и C3-01.5 на наклейке под батареей. C3-01.5 (RM-776) отличается от C3-01 (RM-640) 1-гигагерцовым процессором (было 680 МГц), 256 МБ встроенной памяти (было 128) и 128 МБ ОЗУ (было 64).
Премиум-версия телефона — C3-01 Gold Edition. Технически и функционально идентичен модели C3-01.5

## Особенности
В телефоне есть резистивный сенсорный экран и 12-клавишная клавиатура ITU-T, но нет джойстика и функциональных клавиш. В телефоне доступны следующие основные технологии: Беспроводные сети, HSPA, IP-телефония с HD Voice, 5-мегапиксельная камера со вспышкой, браузер на основе движка WebKit, Flash Lite 3.0, Bluetooth 2.1 + EDR и MIDP Java 2.1 с дополнительными интерфейсами программирования Java. Телефон также поддерживает функцию USB On-the-Go, которая позволяет подключать флэш-накопители через переходник прямо к телефону.

## Известные проблемы
Так как в телефоне нет джойстика и функциональных клавиш, многие приложения не поддерживаются.
Сенсор часто выходил из строя.